# Smolearî-Sviteazki, Șațk
Smolearî-Sviteazki (în ucraineană Смоляри-Світязькі) este un sat în comuna Hrabove din raionul Șațk, regiunea Volînia, Ucraina.

## Demografie
Componența lingvistică a localității Smolearî-Sviteazki
     Ucraineană (99,64%)
     Alte limbi (0,36%)
Conform recensământului din 2001, majoritatea populației localității Smolearî-Sviteazki era vorbitoare de ucraineană (99,64%), existând în minoritate și vorbitori de alte limbi.